# Kunstorkest
Het Kunstorkest is een Utrechts studentenorkest. Het gezelschap bestaat uit 15 tot 20 studenten en speelt barokmuziek uit de periode 1600-1800. De muziek wordt op moderne instrumenten gespeeld, maar met aandacht voor authentieke uitvoeringspraktijk. Anno 2024 is het Kunstorkest het enige studentenbarokorkest in Nederland.
Het Kunstorkest is aangesloten bij het KOSMU, de overkoepelende organisatie van studentenmuziekgezelschappen in Utrecht.

## Geschiedenis
Het orkest is in maart 1982 ontstaan uit een cursus uitvoeringspraktijk en werd in 1985 zelfstandig. Het is vernoemd naar haar oprichter, barokfagottist Norbert Kunst.
In september 2002 nam de barokviolist Hans Lub het gezelschap onder zijn hoede, eerst als dirigent en daarna als concertmeester, zoals dat in de 18e eeuw gebruikelijk was.